# 사가라촌
사가라촌(일본어: 相良村)은 일본 구마모토현 남부에 있는 구마군의 촌이다.

## 인접한 자치체
- 구마군 이쓰키촌, 야마에촌, 니시키정, 아사기리정, 다라기정
- 히토요시시

## 역사
- 1956년 9월 1일 - 가와촌, 요우라촌이 합병해 사가라촌이 탄생했다.

## 교통

### 철도
- 구마가와 철도 유노마에선

### 도로
- 국도 445호선